# Ekopark Skatan
Ekopark Skatan är en ekopark i Vindelns kommun, mellan Åmsele och Hällnäs. Den invigdes 17 juni 2009.
Ekoparken präglas av tallskog, sjöar och höga åsar som formats av inlandsisen. Inom ekoparken finns Djupviks naturreservat, Kammens naturreservat, Skärträskbergets naturreservat samt Valfrid Paulsson-reservatet. Genom området går vandringsleden Isälvsleden.